# Енгера
Енгера (ісп. Enguera (офіційна назва), валенс. Ènguera) — муніципалітет в Іспанії, у складі автономної спільноти Валенсія, у провінції Валенсія. Населення — 5900 осіб (2010).

## Географія
Муніципалітет розташований на відстані близько 300 км на південний схід від Мадрида, 60 км на південний захід від Валенсії.
На території муніципалітету розташовані такі населені пункти: (дані про населення за 2010 рік)
- Енгера: 5819 осіб
- Навалон: 81 особа

## Демографія
Динаміка населення (INE ):

## Галерея зображень

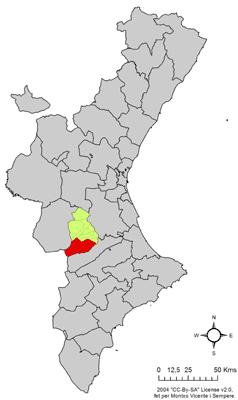
Розташування муніципалітету Енгера у автономній спільноті Валенсія
Розташування муніципалітету Енгера у комарці Каналь-де-Наваррес
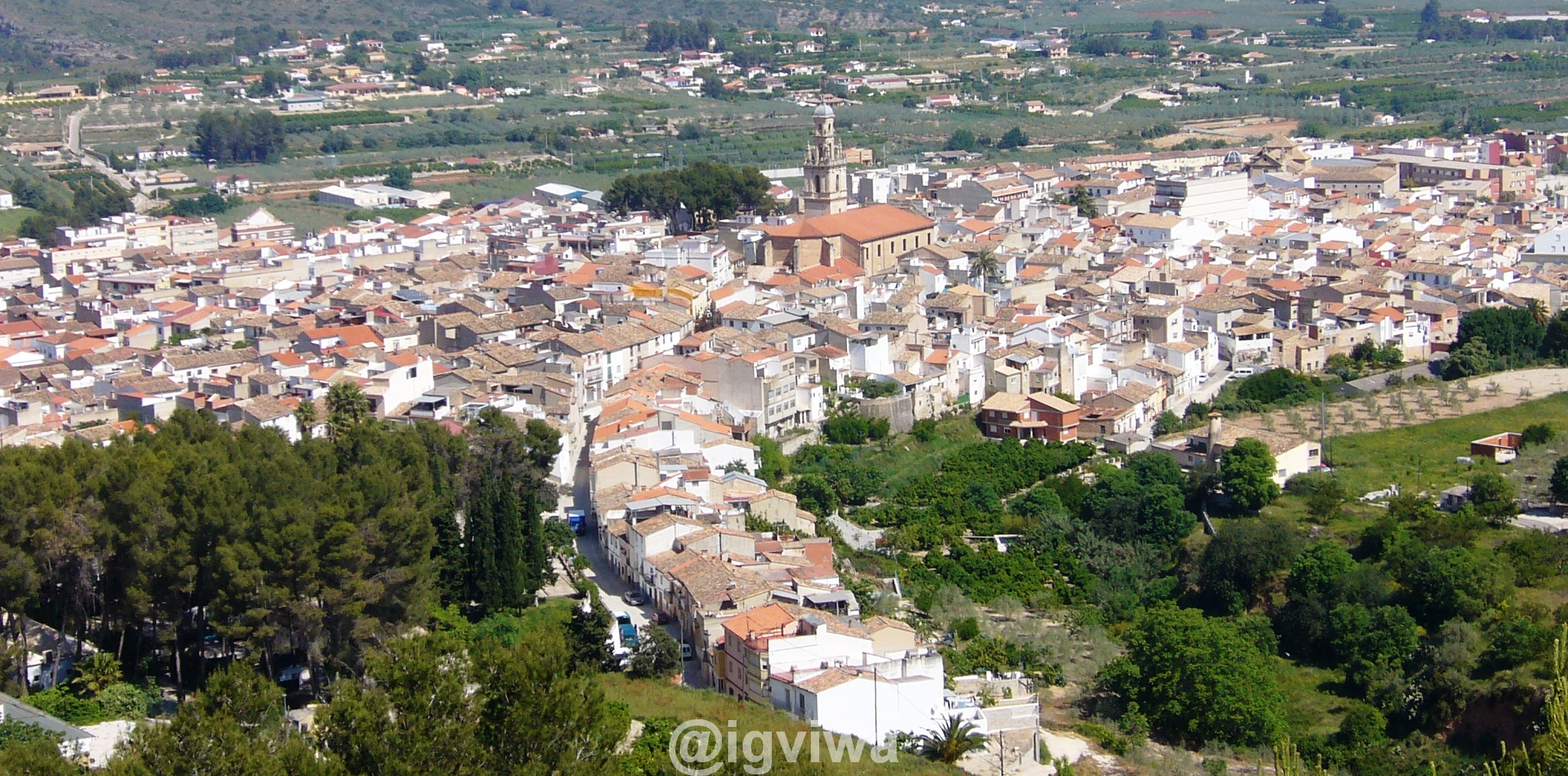
Енгера
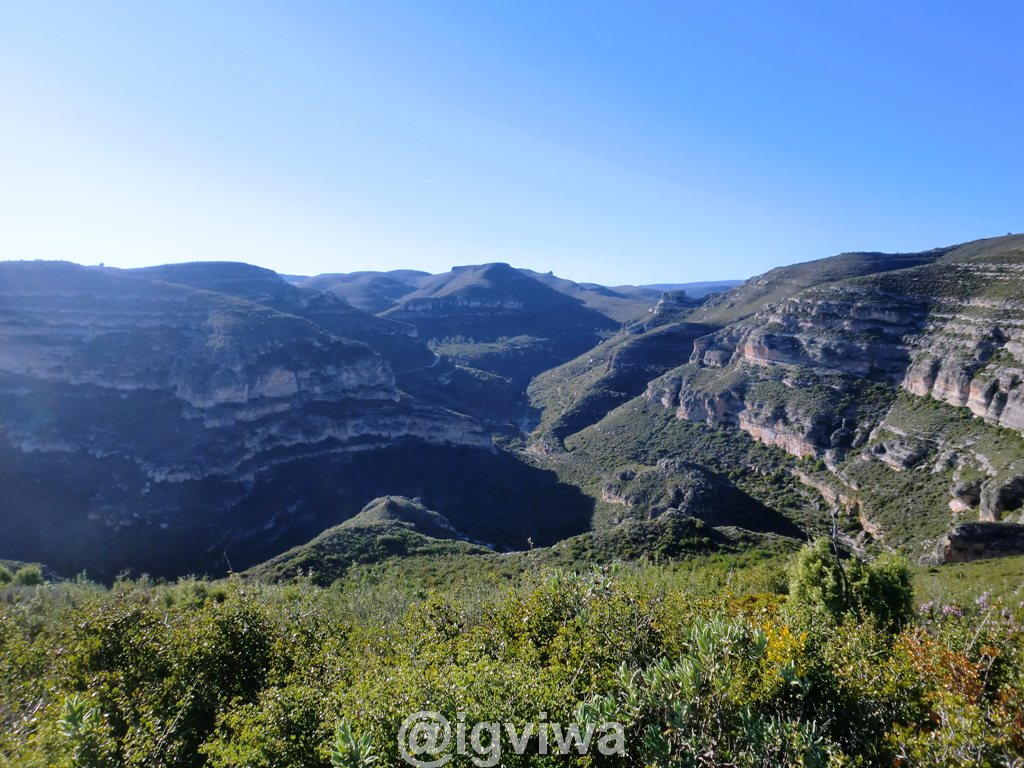
Сьєрра-де-Енгера
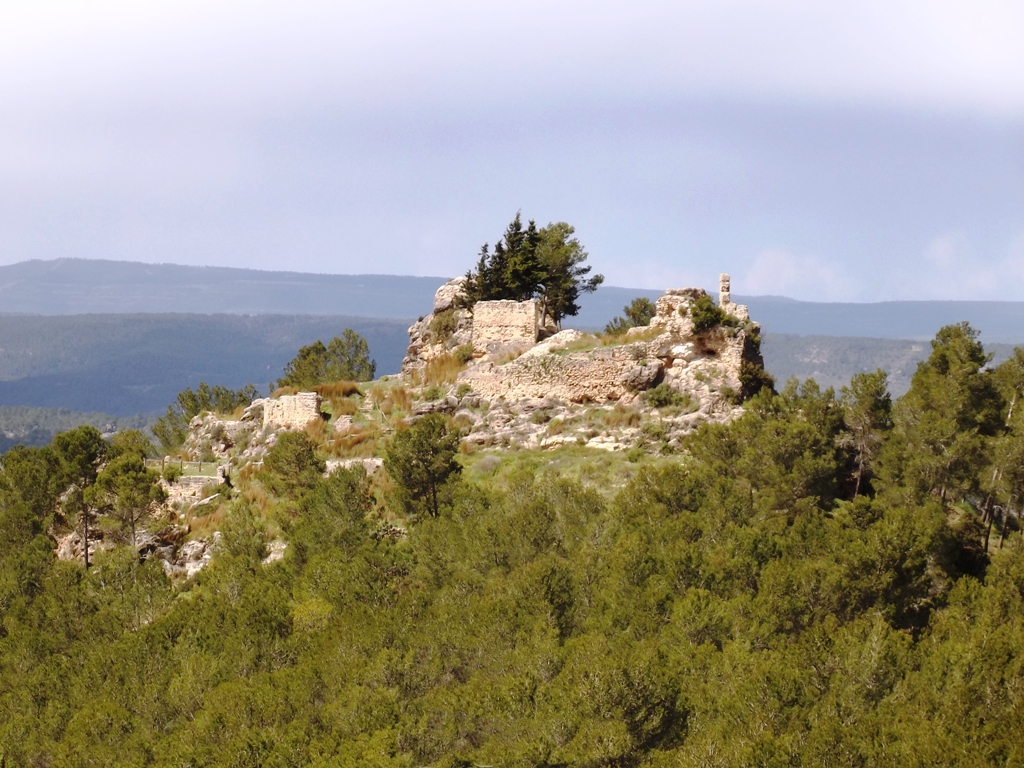
Замок Енгери
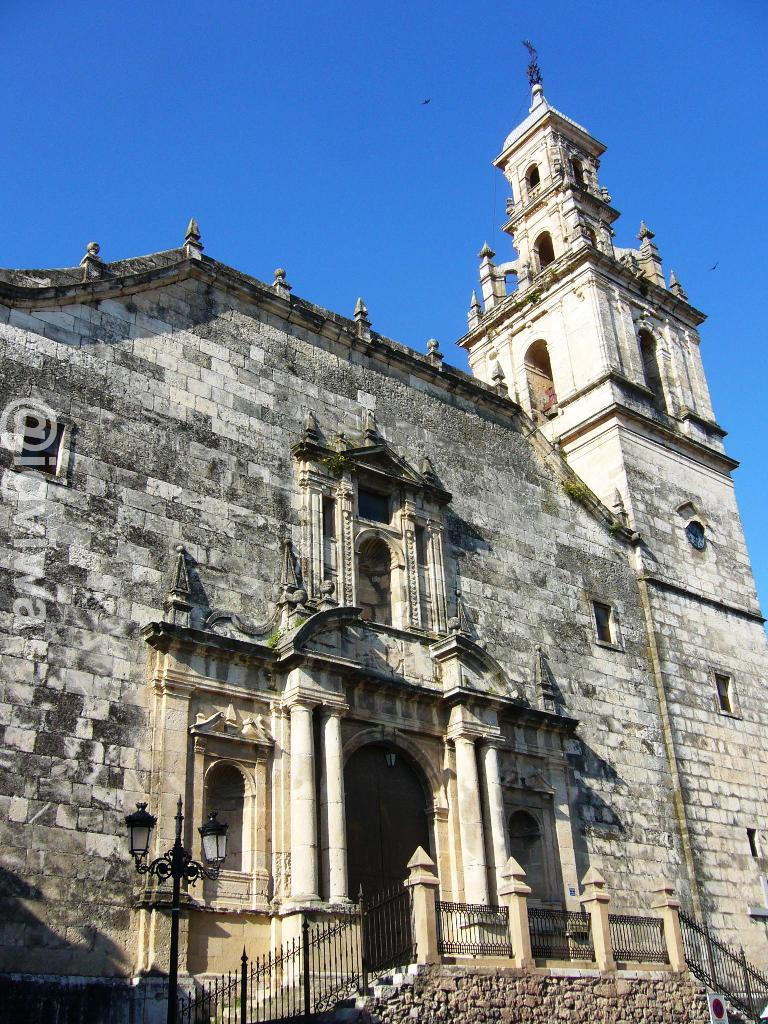
Церква Сан-Мігель
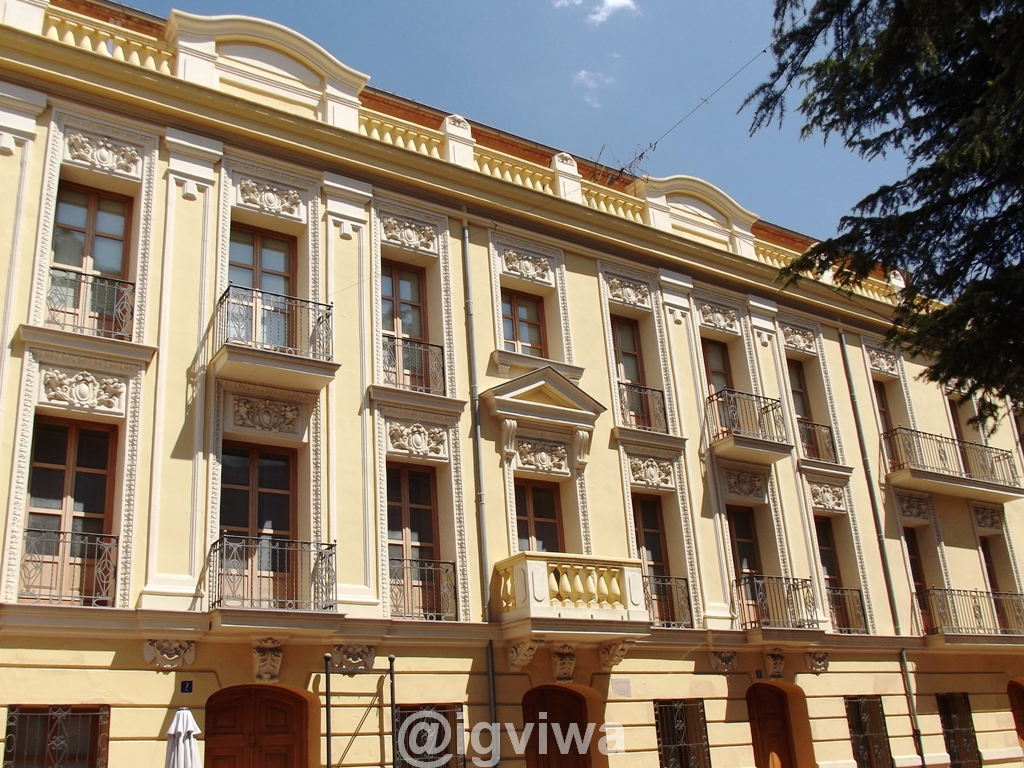
Енгера, археологічний музей